# Liga Profesionistă 1 din Tunisia
Liga Profesionistă 1 este primul eșalon din sistemul competițional fotbalistic din Tunisia.

## Cluburile sezonului 2010-11
- AS Gabès (nou-promovată)
- AS Marsa (nou-promovată)
- CA Bizertin (Bizerte)
- Club Africain (Tunis)
- CS Hammam-Lif
- CS Sfaxien (Sfax)
- EGS Gafsa
- ES Hammam-Sousse
- Espérance Zarzis
- Espérance Tunis
- Étoile du Sahel (Sousse)
- JS Kairouan
- Olympique de Béja
- Stade Tunisien (Tunis)

## Campioanele Tunisiei înainte de independență
| - 1921/22 : Racing Club - 1922/23 : Stade Gaulois - 1923/24 : Stade Gaulois - 1924/25 : Racing Club - 1925/26 : Sporting Club - 1926/27 : Stade Gaulois - 1927/28 : Sporting Club - 1928/29 : Avant Garde - 1929/30 : US Tunisienne - 1930/31 : US Tunisienne - 1931/32 : Italia - 1932/33 : US Tunisienne | - 1933/34 : Sfax Railways Sports - 1934/35 : Italia (Tunis) - 1935/36 : Italia (Tunis) - 1936/37 : Italia (Tunis) - 1937/38 : Savoia de La Goulette - 1938/39 : CS Gabésien (Gabès) - 1939/40 : nu s-a disputat - 1940/41 : nu s-a disputat - 1941/42 : Espérance Tunis - 1942/43 : nu s-a disputat - 1943/44 : nu s-a disputat - 1944/45 : CA Bizertin | - 1945/46 : CA Bizertin - 1946/47 : Club Africain - 1947/48 : Club Africain - 1948/49 : CA Bizertin - 1949/50 : Étoile du Sahel - 1950/51 : CS Hammam-Lif - 1951/52 : nu s-a disputat - 1952/53 : Sfax Railways Sports - 1953/54 : CS Hammam-Lif - 1954/55 : CS Hammam-Lif |

## Echipele în top 3
| Sezon | Campioană | Locul 2 | Locul 3 | Sezon | Campioană | Locul 2 | Locul 3 |

| 2026 |                 |                 |                 | 2027 |                 |                 |                 |
| 2024 | Espérance Tunis | US Monastir     | Sfaxien         | 2025 | Espérance Tunis | US Monastir     | Étoile du Sahel |
| 2022 | Espérance Tunis | US Monastir     | Sfaxien         | 2023 | Étoile du Sahel | Espérance Tunis | Africain        |
| 2020 | Espérance Tunis | Sfaxien         | US Monastir     | 2021 | Espérance Tunis | Étoile du Sahel | Ben Guerdane    |
| 2018 | Espérance Tunis | Africain        | Étoile du Sahel | 2019 | Espérance Tunis | Étoile du Sahel | Sfaxien         |
| 2016 | Étoile du Sahel | Espérance Tunis | Sfaxien         | 2017 | Espérance Tunis | Étoile du Sahel | Africain        |
| 2014 | Espérance Tunis | Sfaxien         | Étoile du Sahel | 2015 | Africain        | Étoile du Sahel | Espérance Tunis |
| 2012 | Espérance Tunis | Bizertin        | Sfaxien         | 2013 | Sfaxien         | Espérance Tunis | Étoile du Sahel |
| 2010 | Espérance Tunis | Africain        | Étoile du Sahel | 2011 | Espérance Tunis | Étoile du Sahel | Sfaxien         |
| 2008 | Africain        | Étoile du Sahel | Espérance Tunis | 2009 | Espérance Tunis | Africain        | Étoile du Sahel |
| 2006 | Espérance Tunis | Étoile du Sahel | Africain        | 2007 | Étoile du Sahel | Africain        | Espérance Tunis |
| 2004 | Espérance Tunis | Étoile du Sahel | Africain        | 2005 | Sfaxien         | Étoile du Sahel | Africain        |
| 2002 | Espérance Tunis | Étoile du Sahel | Africain        | 2003 | Espérance Tunis | Étoile du Sahel | Africain        |
| 2000 | Espérance Tunis | Étoile du Sahel | Sfaxien         | 2001 | Espérance Tunis | Étoile du Sahel | Africain        |
| 1998 | Espérance Tunis | Africain        | Étoile du Sahel | 1999 | Espérance Tunis | Bizertin        | Sfaxien         |
| 1996 | Africain        | Étoile du Sahel | Espérance Tunis | 1997 | Étoile du Sahel | Espérance Tunis | Sfaxien         |
| 1994 | Espérance Tunis | Étoile du Sahel | Africain        | 1995 | Sfaxien         | Espérance Tunis | Étoile du Sahel |
| 1992 | Africain        | Bizertin        | Espérance Tunis | 1993 | Espérance Tunis | Kairouan        | Bizertin        |
| 1990 | Africain        | Espérance Tunis | Stade Tunisien  | 1991 | Espérance Tunis | Africain        | Étoile du Sahel |
| 1988 | Espérance Tunis | Transports      | Africain        | 1989 | Espérance Tunis | Africain        | Étoile du Sahel |
| 1986 | Étoile du Sahel | Espérance Tunis | Africain        | 1987 | Étoile du Sahel | Africain        | Espérance Tunis |
| 1984 | Bizertin        | Stade Tunisien  | Étoile du Sahel | 1985 | Espérance Tunis | Africain        | Hammam-Lif      |
| 1982 | Espérance Tunis | Africain        | Étoile du Sahel | 1983 | Sfaxien         | Africain        | Espérance Tunis |
| 1980 | Africain        | Espérance Tunis | Étoile du Sahel | 1981 | Sfaxien         | Africain        | Espérance Tunis |
| 1978 | Sfaxien         | Africain        | Étoile du Sahel | 1979 | Africain        | Stade Tunisien  | Étoile du Sahel |
| 1976 | Espérance Tunis | Étoile du Sahel | Africain        | 1977 | Kairouan        | Africain        | Sfaxien         |
| 1974 | Africain        | Espérance Tunis | Étoile du Sahel | 1975 | Espérance Tunis | Africain        | Étoile du Sahel |
| 1972 | Étoile du Sahel | Africain        | Transports      | 1973 | Africain        | Étoile du Sahel | Espérance Tunis |
| 1970 | Espérance Tunis | Africain        | Étoile du Sahel | 1971 | Sfaxien         | Africain        | Transports      |
| 1968 | Railway         | Africain        | Stade Tunisien  | 1969 | Sfaxien         | Africain        | AS Marsa        |
| 1966 | Étoile du Sahel | Sfaxien         | AS Marsa        | 1967 | Africain        | Étoile du Sahel | Stade Tunisien  |
| 1964 | Africain        | Espérance Tunis | Sfaxien         | 1965 | Stade Tunisien  | Africain        | Étoile du Sahel |
| 1962 | Stade Tunisien  | Stade Soussien  | Espérance Tunis | 1963 | Étoile du Sahel | Stade Tunisien  | AS Marsa        |
| 1960 | Espérance Tunis | Stade Tunisien  | Africain        | 1961 | Stade Tunisien  | Espérance Tunis | US Tunisienne   |
| 1958 | Étoile du Sahel | Espérance Tunis | Stade Tunisien  | 1959 | Espérance Tunis | Étoile du Sahel | US Tunisienne   |
| 1956 | Hammam-Lif      | Étoile du Sahel | Africain        | 1957 | Stade Tunisien  | Espérance Tunis | Étoile du Sahel |

## Palmares
| Club Sportiv | Titluri | Prima oară | Ultima oară | Locul | Prima oară | Ultima oară | Locul | Prima oară | Ultima oară | Podium |

| Espérance Tunis     | 33 | 1942 | 2024 | 12 | 1978 | 2022 | 6 | 1976 | 2016 | 32 |
| Africain            | 13 | 1965 | 2023 | 4  | 1972 | 2024 | 2 | 1967 | 1968 | 16 |
| Étoile du Sahel     | 11 | 1907 | 2025 | 5  | 1971 | 2023 | 5 | 1971 | 2023 | 18 |
| Racing Tunis        | 9  | 1968 | 2017 | 4  | 1983 | 2021 | 7 | 1978 | 2020 | 19 |
| Sfaxien             | 8  | 1963 | 2019 | 4  | 1998 | 2006 | 4 | 1964 | 2017 | 16 |
| Stade Tunisien      | 4  | 1971 | 1993 | 9  | 1968 | 2000 | 3 | 1975 | 2015 | 16 |
| Bizertin            | 4  | 1997 | 2018 | 2  | 1971 | 2023 | 2 | 2013 | 2024 | 6  |
| Italia Tunis        | 4  | 1967 | -    | 5  | 1964 | 1993 | 6 | 1974 | 2018 | 12 |
| Hammam-Lif          | 4  | 1998 | -    | 3  | 1984 | 2013 | - | -    | -    | 4  |
| Railway             | 3  | 1981 | -    | 2  | 1967 | 1975 | 1 | 1970 |      | 4  |
| US Tunisienne       | 3  | 2011 | -    | 1  | 2008 | -    | 3 | 1986 | 2006 | 5  |
| Stade Gaulois       | 3  | 1991 | -    | 1  | 1974 | -    | 2 | 1972 | 2000 | 4  |
| Sporting Club       | 2  | 1964 | -    | -  | -    | -    | 1 | 1963 | -    | 2  |
| Sporting Ferryville | 1  | 1994 | -    | -  | -    | -    | 1 | 1993 | -    | 2  |
| Kairouan            | 1  | 1984 | -    | -  | -    | -    | - | -    | -    | 1  |
| Gabésien            | -  | -    | -    | 2  | 2011 | 2012 | 2 | 2007 | 2009 | 4  |
| Goulette            | -  | -    | -    | 2  | 2016 | 2018 | 2 | 2021 | 2022 | 4  |
| Avant Garde         | -  | -    | -    | 1  | 1966 | -    | 1 | 1965 | -    | 2  |
| Bordj Ménaïel⁠(d)    | -  | -    | -    | 1  | 1994 | -    | 1 | 1988 | -    | 2  |
| Blida⁠(d)            | -  | -    | -    | 1  | 2003 | -    | 1 | 1995 | -    | 2  |
| Béjaïa MO           | -  | -    | -    | 1  | 2015 | -    | - | -    | -    | 1  |
| Béjaïa MO           | -  | -    | -    | 1  | 2015 | -    | - | -    | -    | 1  |
| Bel Abbès           | -  | -    | -    | -  | -    | -    | 2 | 1969 | 1983 | 2  |
| Tlemcen             | -  | -    | -    | -  | -    | -    | 2 | 1992 | 2002 | 2  |
| Oran SCM⁠(d)         | -  | -    | -    | -  | -    | -    | 1 | 1966 | -    | 1  |

## Performanță pe orașe
| Oraș             | Titluri | Cluburi câștigătoare |
| ---------------- | ------- | --- |
| Tunis            | 69      | Espérance Tunis (32), Club Africain (13), Racing Club de Tunis (7), Italia de Tunis (4), Stade Tunisien (4), US Tunisienne (3), Stade Gaulois de Tunis (3), Sporting de Tunis (2), Avant Garde de Tunis (1). |
| Sfax             | 11      | CS Sfaxien (8), Sfax Railways Sports (3) |
| Sousse           | 11      | Étoile du Sahel (11) |
| Hammam-Lif       | 4       | CS Hammam-Lif (4) |
| Bizerte          | 4       | CA Bizertin (4) |
| Bardo            | 4       | Stade Tunisien (4) |
| Menzel Bourguiba | 2       | Sporting de Ferryville (2) |
| Kairouan         | 1       | JS Kairouan (1) |
| Gabès            | 1       | CS Gabésien (1) |
| La Goulette      | 1       | Savoia de la Goulette (1) |

## Performanțe în cupeleCAF

### Cele mai mari realizări
- Competiții existente

| Club Sportiv    | Liga Campionilor CAF   | Liga Campionilor CAF   | Liga Campionilor CAF   | Cupa Confederației CAF | Cupa Confederației CAF | Cupa Confederației CAF | Cupa Campionilor Cluburilor Arabe | Cupa Campionilor Cluburilor Arabe | Cupa Campionilor Cluburilor Arabe | Supercupa CAF | Supercupa CAF          |
| Campioni        | Finala                 | Semifinala             | Campioni               | Finala                 | Semifinala             | Campioni               | Finala                            | Semifinala                        | Campioni                          | Finala        |                        |
| --------------- | ---------------------- | ---------------------- | ---------------------- | ---------------------- | ---------------------- | ---------------------- | --------------------------------- | --------------------------------- | --------------------------------- | ------------- | ---------------------- |
| Espérance Tunis | 1994, 2011, 2018, 2019 | 1999, 2000, 2010, 2012 | 2001, 2003, 2004, 2013 | -                      | -                      | -                      | 1993, 2009, 2017                  | 1986, 1995                        | -                                 | 1995          | 1999, 2012, 2019, 2020 |
| Étoile du Sahel | 2007                   | 2004, 2005             | 2017                   | 2006, 2015             | 2008                   | 2016, 2019             | 2019                              | -                                 | 1989                              | 1998, 2008    | 2004, 2007, 2016       |
| Club Africain   | 1991                   | -                      | -                      | -                      | 2011                   | 2017                   | 1997                              | 1988, 2002                        | -                                 | -             | -                      |
| CS Sfaxien      | -                      | 2006                   | 1996, 2014             | 2007, 2008, 2013       | 2010                   | 2019                   | 2000, 2004                        | 2005                              | 1997, 2009                        | -             | 2008, 2009, 2014       |
| CA Bizertin     | -                      | -                      | -                      | -                      | -                      | 2013                   | -                                 | -                                 | 1994                              | -             | -                      |
| Stade Tunisien  | -                      | -                      | -                      | -                      | -                      | -                      | -                                 | -                                 | 2002                              | -             | -                      |

- Competiții desființate

| Club Sportiv      | Cupa Cupelor CAF 1 (1975-2004) | Cupa Cupelor CAF 1 (1975-2004) | Cupa Cupelor CAF 1 (1975-2004) | Cupa Cupelor CAF 1 (1975-2004) | Cupa CAF 2 (1992-2004) | Cupa CAF 2 (1992-2004) | Cupa CAF 2 (1992-2004) | Cupa CAF 2 (1992-2004) | Cupa Cupelor Arabe (1989-2001) | Cupa Cupelor Arabe (1989-2001) | Cupa Cupelor Arabe (1989-2001) | Supercupa Arabă (1992-2001) | Supercupa Arabă (1992-2001) | Cupa Afro-Asiatică (1986-2000) |
| Campioni          | Finala                         | Semifinala                     | Sferturi                       | Campioni                       | Finala                 | Semifinala             | Sferturi               | Campioni               | Finala                         | Semifinala                     | Campioni                       | Finala                      | Campioni                    |                                |
| ----------------- | ------------------------------ | ------------------------------ | ------------------------------ | ------------------------------ | ---------------------- | ---------------------- | ---------------------- | ---------------------- | ------------------------------ | ------------------------------ | ------------------------------ | --------------------------- | --------------------------- | ------------------------------ |
| Étoile du Sahel   | 1997, 2003                     | -                              | -                              | -                              | 1995, 1999             | 1996, 2001             | -                      | 2000, 2002             | -                              | 1995                           | 1993                           | -                           | -                           | -                              |
| Espérance         | 1998                           | 1987                           | -                              | -                              | 1997                   | -                      | -                      | -                      | -                              | -                              | -                              | 1996                        | -                           | 1995                           |
| CA Bizertin       | 1988                           | -                              | -                              | -                              | -                      | -                      | 1992                   | -                      | -                              | -                              | -                              | -                           | -                           | -                              |
| Club Africain     | -                              | 1990, 1999                     | 2001                           | -                              | -                      | -                      | 2003                   | -                      | 1995                           | -                              | -                              | -                           | 1998                        | 1992                           |
| Hammam-Lif        | -                              | -                              | 1986                           | -                              | -                      | -                      | -                      | -                      | -                              | -                              | -                              | -                           | -                           | -                              |
| Stade Tunisien    | -                              | -                              | -                              | 1993                           | -                      | -                      | -                      | -                      | 1989, 2001                     | -                              | -                              | -                           | -                           | -                              |
| Olympique de Béja | -                              | -                              | -                              | 1994                           | -                      | -                      | -                      | -                      | -                              | -                              | -                              | -                           | -                           | -                              |
| CS Sfaxien        | -                              | -                              | -                              | -                              | 1998                   | -                      | -                      | 1999                   | -                              | -                              | -                              | -                           | -                           | -                              |
| JS Kairouan       | -                              | -                              | -                              | -                              | -                      | -                      | -                      | 1994                   | -                              | -                              | -                              | -                           | -                           | -                              |
| AS Marsa          | -                              | -                              | -                              | -                              | -                      | -                      | -                      | -                      | -                              | -                              | 1992, 1994                     | -                           | -                           | -                              |

- 1 Cupa Cupelor Africii și 2 Cupa CAF, cele două competiții au fuzionat în 2004 pentru a forma Cupa Confederației CAF.